# Пруди (Гвардійський міський округ)

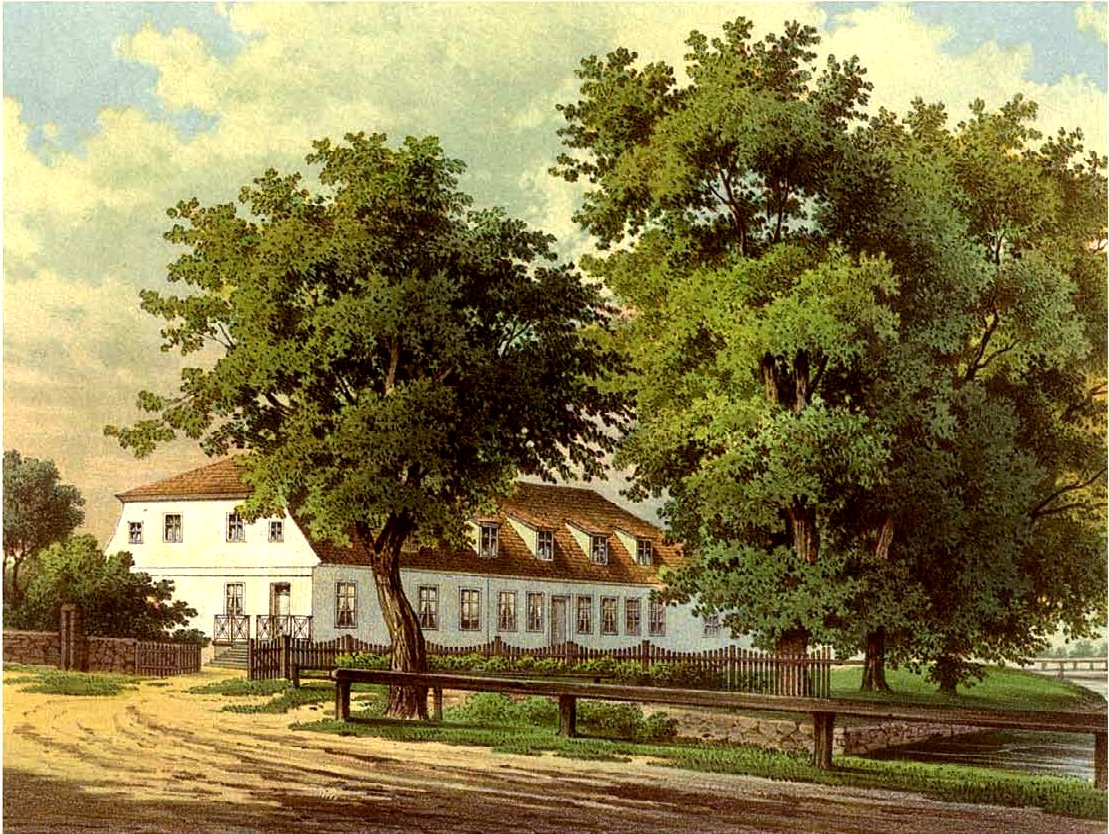
Gut Genslack (around 1880) in edition by Alexander Duncker

Пруди (рос. Пруды) — селище Гвардійського міського округу, Калінінградської області Росії. Входить до складу Озерковського сільського поселення.
Населення — 95 осіб (2015 рік).

## Населення
| 2002 | 2010 |
| ---- | ---- |
| 110  | ↘95  |